# Antocha unilineata
Antocha unilineata är en tvåvingeart som beskrevs av Enrico Adelelmo Brunetti 1912. Antocha unilineata ingår i släktet Antocha och familjen småharkrankar. Inga underarter finns listade i Catalogue of Life.